# تانجو (تطبيق)
تانجو (بالإنجليزية: Tango) هو طرف ثالث، وبرنامج وتطبيق مراسلة متعدد المنصات  للهواتف الذكية تم تطويره من قبل TangoME، Inc. في عام 2009. التطبيق مجاني وبدأ كأحد المزودين الأوائل للمكالمات المرئية والصوتية والرسائل النصية ومشاركة الصور والألعاب على شبكة 3G.
اعتبارًا من عام 2018، أصبح لدى تانجو أكثر من 400 مليون مستخدم مسجل. صنفته مجلة بي سي على أنه أنه «أبسط تطبيق دردشة على الهاتف، مع نطاق جيد من الدعم والمساعدة.» 
في عام 2017، دخلت تانجو إلى مساحة البث المباشر، وأصبحت منصة إعمال إلى المستهلك Business-to-Consumer B2C لبث الفيديو المباشر. يجمع تانجو بين دقة فيديو عالي الجودة ودردشات الرسائل المباشرة والاقتصاد الرقمي، وهو مجتمع اجتماعي يسمح لمنشئي المحتوى بمشاركة مواهبهم واستثمار معجبيهم ومتابعيهم.
يتوفر تانجو بعدة لغات بما في ذلك الروسية، والإسبانية، والتركية، والهندية، والفيتنامية.

## التاريخ
تأسست تانجو في سبتمبر 2009 على يد يوري راز وإريك سيتون. ومقرها في ماونتن فيو، كاليفورنيا، يشغل راز حاليًا منصب الرئيس التنفيذي لها.
تمتلك الشركة التي تتخذ من كاليفورنيا مقراً لها مكاتب في سانت بطرسبرغ وتل أبيب وكييف ومينسك، وتضم أكثر من 120 موظفًا و 33 براءة اختراع.
قام المؤسسون بجمع رأس المال الاستثماري من مجموعة من المستثمرين مثل درابر فيشر جروفيستون ليونارد بلافاتنيك.
أفيد في يوليو 2013 أن الجيش السوري الإلكتروني قد اخترق تطبيق الدردشة تانجو وسرق 1.5 تيرابايت من بيانات المستخدم.
جلبت جولة تمويل في مارس 2014، 280 مليون دولار من علي بابا، المؤسس المشارك لياهو، جيري يانج ومستثمرين آخرين.
اعتبارًا من مارس 2014، وظفت تانجو ما يزيد قليلاً عن 160 موظفًا في مكاتب في بكين بالصين وأوستن، تكساس، بالإضافة إلى مقرها الرئيسي في ماونتن فيو.  اعتبارًا من عام 2016، أغلقت تانجو مكتبها في بكين.
في 24 أغسطس 2015، توقف تانجو عن التوافق مع أجهزة الكمبيوتر والهواتف الذكية التي تستخدم نظام التشغيل ويندوز فون.
في فبراير 2017، أضافت تانجو التكامل مع منصة GIF جي إف واي كات، مما يسمح للمستخدمين بالبحث عن ملفات GIF وإرسالها.

## روابط خارجية
- الموقع الرسمي